# مل استوارت
مل استوارت (به انگلیسی: Mel Stuart) ‏، کارگردان و تهیه‌کننده آمریکایی و سازنده فیلم ویلی وانکا و کارخانه شکلات سازی بود.

## زندگینامه
مل استوارت در ۲ سپتامبر سال ۱۹۲۸ در نیویورک سیتی به دنیا آمد و قصد داشت که آهنگساز شود اما پس از فارغ التحصیلی به دنبال فیلمسازی رفت.
استوارت که بیشتر به مستندسازی مشغول بود، در اواخر دهه ۱۹۶۰ میلادی به ساخت فیلم های داستانی نیز روی آورد.
اقتباس از کتاب چارلی و کارخانه شکلات سازی نوشته رولد دال در سال ۱۹۷۱ دومین فیلم داستانی او بود که نقش ویلی وانکا را جین وایلدر، کمدین مشهور آمریکایی بازی کرد.
از روی این داستان تیم برتون نیز فیلمی با عنوان چارلی و کارخانه شکلات سازی (۲۰۰۵) ساخت که جانی دپ نقش اصلی آن را بازی کرد.
استوارت در سال ۱۹۶۵ برای فیلم مستند چهار روز در ماه نوامبر که درباره قتل جان اف کندی ساخت، نامزد دریافت جایزه اسکار شد.

## مرگ
وی شب پنجشنبه ۹ اوت ۲۰۱۲ در ۸۳ سالگی در خانه‌اش در بورلی هیلز درگذشت
به گفته خانواده اش علت مرگ او ابتلا به بیماری سرطان بوده است.

## فیلم‌شناسی
- Four Days in November (1964)
- If It's Tuesday, This Must Be Belgium (1969)
- I Love My life (1970)
- Willy Wonka and The Chocolate Factory (1971)
- Two is a Happy Number (1972)
- Wattstax (1974)
- Brenda Starr (1976) (TV)
- Welcome Back, Kotter (1977) (TV)
- Ruby and Oswald (1978) (TV)
- Mean Dog Blues (1978)
- The Chisholms (1980) (TV)